# David Oberhauser
David Oberhauser (Bitche, 29 de novembro de 1989) é um futebolista profissional francês que atua como goleiro.

## Carreira
David Oberhauser começou a carreira no Ajaccio.